# Nuestra Señora de la Soledad

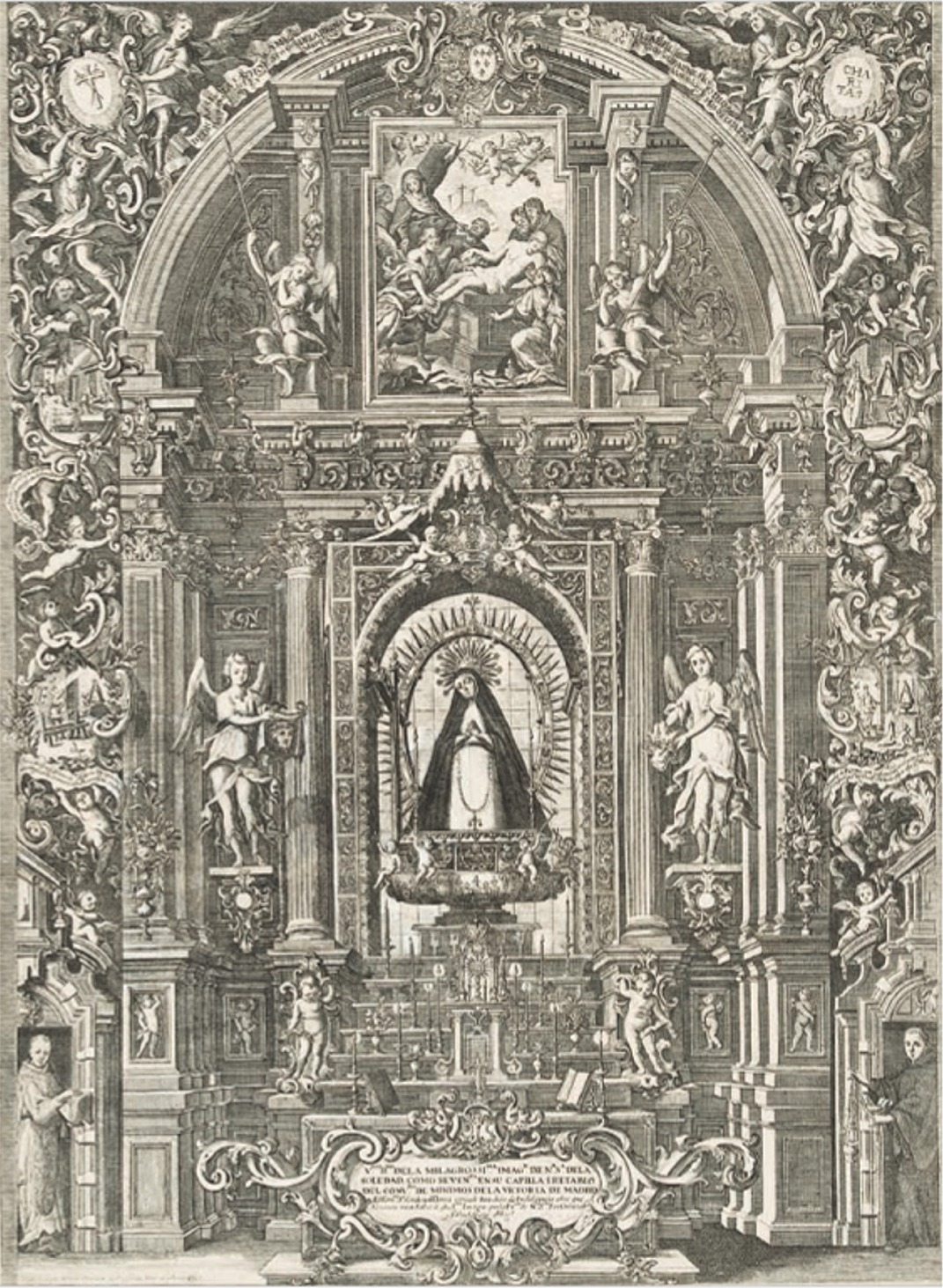
Retablo de Nuestra Señora de la Soledad en el convento de la Victoria. 1726. Fray Matías de Irala.

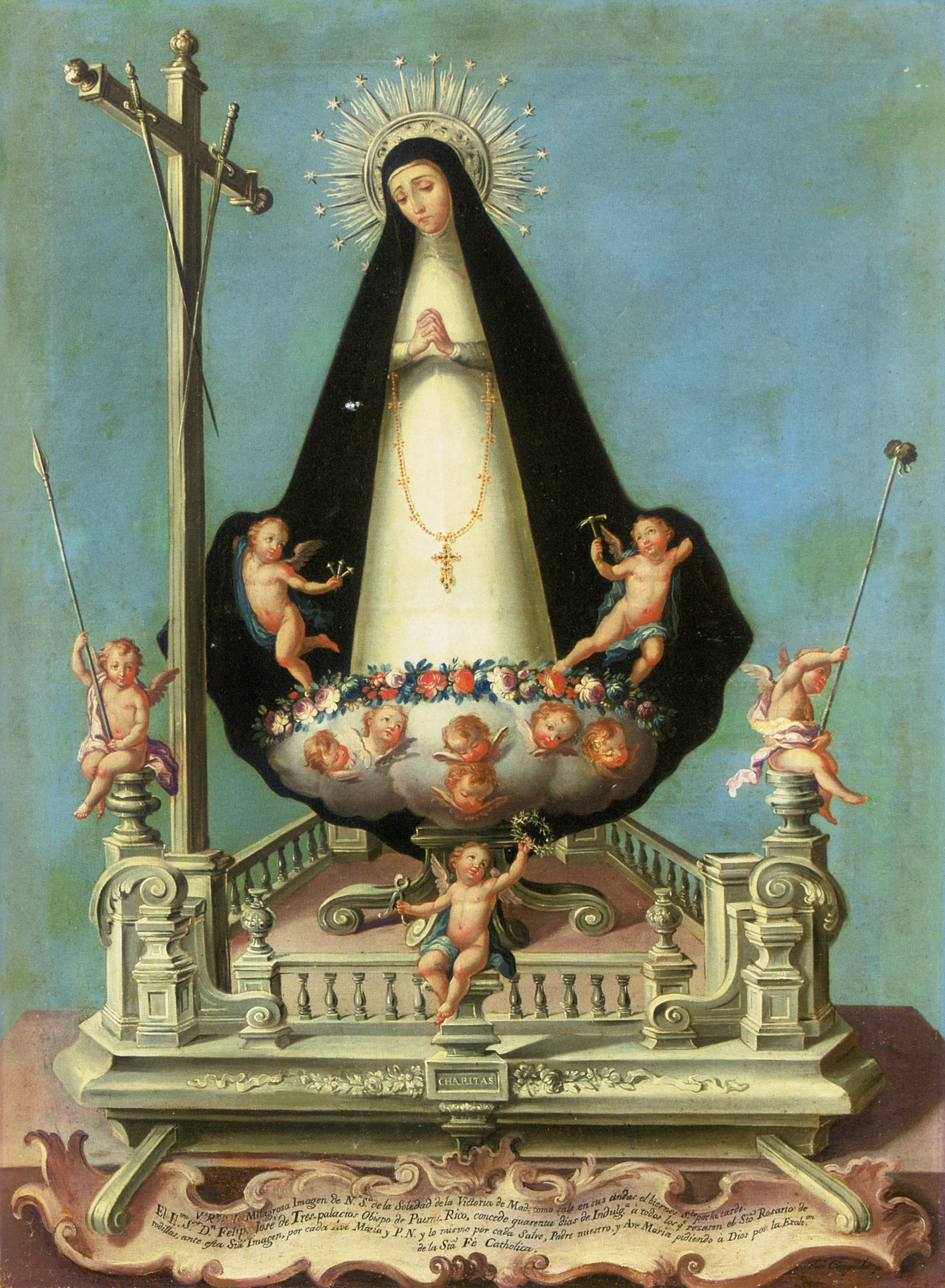
Soledad de la Victoria en sus andas procesionales. José Campeche. ca.1782-89. Museo de Arte de Puerto Rico, San Juan, Puerto Rico.

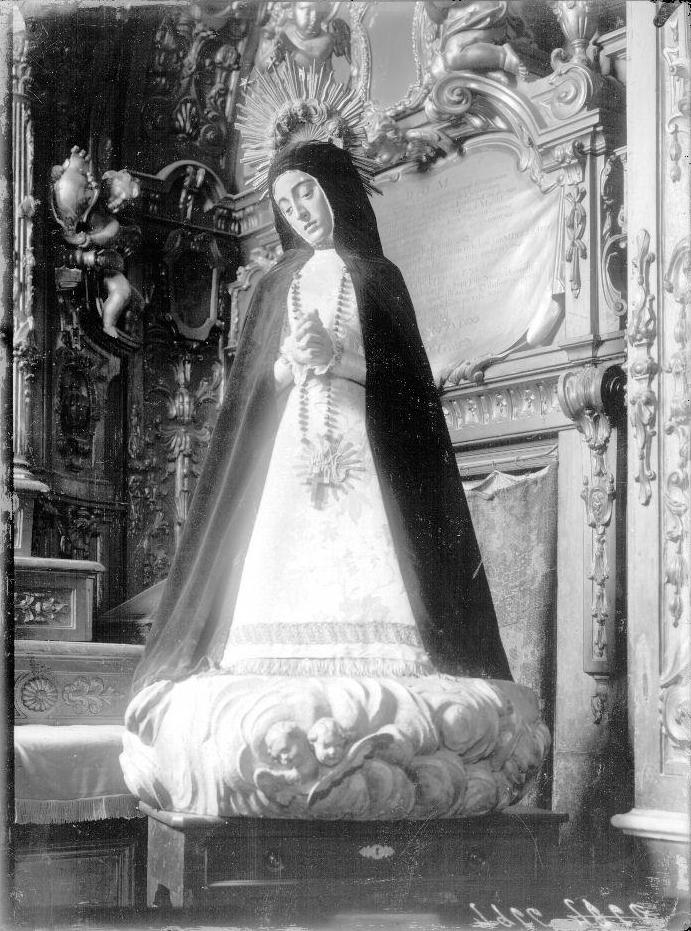
La Virgen de la Soledad fotografiada en la Real Colegiata de San Isidro. Archivo Moreno. Anterior a 1936.

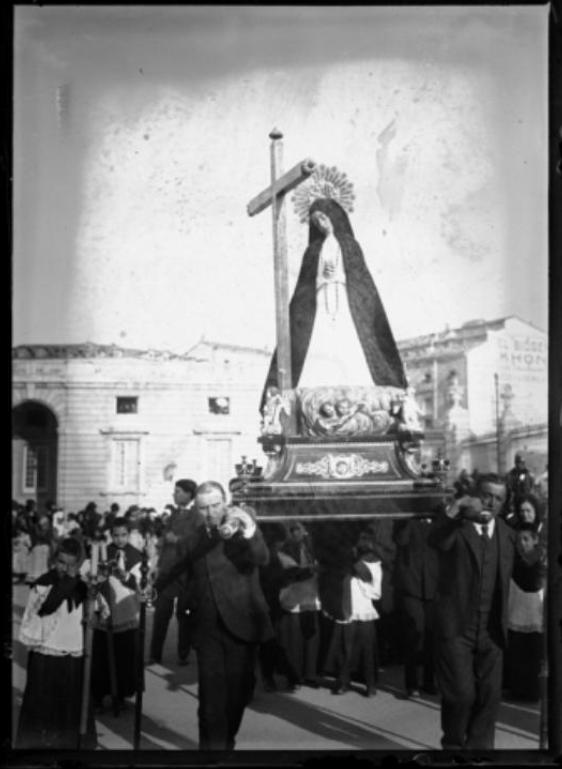
La Virgen de la Soledad en la Procesión del Silencio de Madrid. Viernes Santo. 1915.

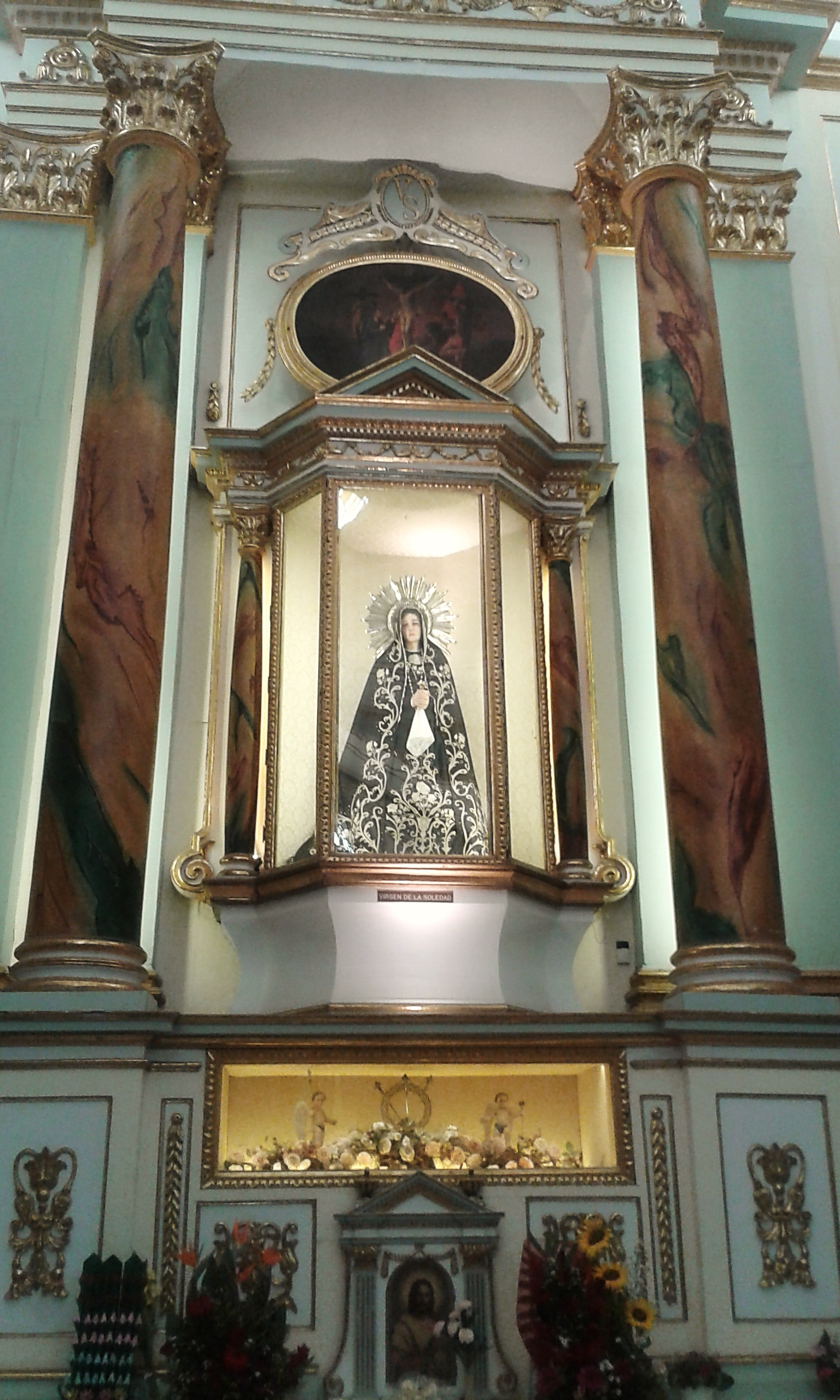
La Virgen de la Soledad en la Catedral de Córdoba Veracruz, patrona de esa ciudad.

Nuestra Señora de la Soledad es una variante de advocación de la Virgen María del título de Nuestra Señora de los Dolores, y es venerada en la Iglesia católica.
La Casa Real de Francia tuvo especial devoción a María Santísima en su misterio de la Soledad, y fue introducida en España por Isabel de Valois, hija de Enrique II de Francia y de Catalina de Médici, que contrajo matrimonio con Felipe II de España.

## La iconografía de la soledad de la Virgen
Tras sepultar el cuerpo muerto de Cristo en la tumba que José de Arimatea había cedido para tal fin, María queda en soledad recordando los tormentos padecidos por su Hijo y a la espera de su gloriosa Resurrección.

Aunque el modelo instituido por Gaspar Becerra en su Virgen de la Soledad del convento de la Victoria diera lugar a una iconografía característica y "singularmente española" de esta advocación que se extendió por todo el orbe cristiano, tiene sus raíces en la difusión por toda Europa, gracias sobre todo a los Servitas, del culto a Nuestra Señora de los Dolores, ya que la Soledad de María es el último de los Siete Dolores de la Virgen María.

## La Virgen de la Soledad del convento de la Victoria
La imagen de Nuestra Señora de la Soledad de la Victoria fue una talla realizada por el escultor Gaspar Becerra (1520-1570) para el desaparecido convento de Nuestra Señora de la Victoria de Madrid, en cuya iglesia tuvo una importante capilla.
Isabel de Valois esposa de Felipe II, tenía en su oratorio particular un cuadro que había traído con ella desde Francia y que representaba a la Virgen de la Soledad, la imagen del cuadro suscitó gran devoción en los frailes de la Orden de los Mínimos de San Francisco de Paula, que se habían instalado en Madrid siguiendo los pasos del monarca. Los frailes pidieron permiso a la reina para realizar una copia de la imagen con el fin de rendirle culto en la capilla de su convento de Nuestra Señora de la Victoria, eso sí, la copia sería de bulto, es decir, una escultura y su hechura se encargó a Gaspar Becerra.
Desde un primer momento se quiso que la imagen fuera “vestidera”, por lo tanto se tallarían únicamente la cabeza y las manos, siendo el resto un armazón de madera (candelero) que se recubriría con las ropas. Parece ser que por iniciativa de la condesa de Ureña, Dña María de la Cueva y Toledo, camarera mayor de la reina, se le puso su propio atuendo de  viuda noble de la época, este característico atuendo sumado a otras particularidades, como llevar diadema en lugar de corona, o estar acompañada por los símbolos de la Pasión, constituyeron una verdadera revolución en la tipología de las imágenes marianas.
En 1565 por fin, tras más de un año de trabajo, la reina hace entrega al convento de la Victoria de la imagen de Nuestra Señora de la Soledad. 18 de diciembre

## Leyenda
Esta dice así:

Según relata el fraile Antonio Ares en su obra Discurso del ilustre origen y grandes excelencias de la misteriosa imagen de Nuestra Señora de la Soledad del Convento de la Victoria de Madrid de la Orden de los Mínimos de S. Francisco de Paula publicada en Madrid en 1640,  no fue fácil para Gaspar Becerra conseguir plasmar en una escultura aquella imagen que aparecía pintada en un cuadro y a la que tanta devoción tenía la reina Isabel de Valois, más de un año tardaría en tener lista la primera de las tres cabezas que hubo de realizar, que no gustó a nadie. Entre rezos y plegarias de los frailes siguió trabajando el escultor, pero el segundo intento también resultó fallido y no fue hasta el tercero, tras un sueño en el que alguien le decía que se despertara, se acercara a la chimenea que estaba encendida y cogiera un tronco de roble que se estaba quemando en ella, lo apagara y lo preparase porque sería de él de donde sacaría la imagen que deseaba, cuando por fin consiguió realizar la imagen de Nuestra Señora de la Soledad.

## La Cofradía de Nuestra Señora de la Soledad y Angustias
El 21 de mayo de 1567 se funda la Cofradía de Nuestra Señora de la Soledad y Angustias en el convento de la Victoria, con el fin principal de promover el culto a la imagen de Nuestra Señora de la Soledad. Para ello harán misas y procesiones en su honor. El 23 de septiembre de ese mismo año se celebra la primera junta general de la cofradía, se nombra Hermana Mayor a la reina Isabel, y se redactan sus primeras constituciones o estatutos.
La Cofradía estaba formada por personas de todos los estratos de la sociedad de la época, nobles, religiosos, funcionarios públicos, comerciantes y en ella desde el primer momento estuvieron integradas las mujeres.
El acto principal de la cofradía y que más expectación despertaba entre el pueblo de Madrid era la procesión que cada  Viernes Santo salía del convento de la Victoria y llegaba hasta el Alcázar, donde la familia real esperaba su llegada.
León Pinelo en su obra Anales de Madrid (desde el año 447 al de 1658), describe así la primera procesión de la Virgen de la Soledad que tuvo lugar el Viernes Santo de 1568:

El Viernes Santo de este año salió la primera vez del Convento de la Victoria la procesión de sangre de la Soledad por la Cofradía de Nuestra Señora con tantos pasos, cera y disciplina como si fuera muy antigua. Eran los penitentes de sangre más de dos mil y los de luz más de cuatrocientos. Hase continuado siempre , y, aunque los de luz pasan hoy de los ochocientos, los de disciplina son muchos menos que salían. Pero siempre es la mayor procesión que en la Cuaresma sale en Madrid.
León Pinelo, Anales de Madrid (desde el año 447 al de 1658)

La cofradía llegó a organizar otras procesiones con la imagen de la Soledad, como la Procesión de los Ajusticiados, en los días previos a la Semana Santa o la Procesión de la Reseña el Domingo de Resurrección, aunque ninguna de ellas llegó a tener la importancia de la procesión del Viernes Santo.
Aparte de las funciones religiosas y procesiones, la cofradía realizó una importante labor social. La gran devoción que despertaba la imagen de la Soledad se tradujo desde el primer momento en unos importantes ingresos económicos que repercutían a partes iguales entre el convento de la Victoria, la Cofradía de la Soledad y el mantenimiento de la capilla de la Virgen. Con estos ingresos la cofradía cubría de sobra los gastos derivados de los cultos y procesiones dedicando el resto a obras de caridad. De entre todas ellas destacó por su importancia la fundación del Hospital de la Inclusa para niños expósitos.
Pese al esplendor del que disfrutó esta cofradía, y tal vez por eso mismo, fueron continuos los pleitos que mantuvo con los frailes del convento de la Victoria, legítimos propietarios de la imagen de La Soledad. Así mismo la cada vez mayor exigencia en la gestión y mantenimiento de la Inclusa que cada vez necesitaba más recursos hizo que la cofradía descuidase su aspecto devocionario, provocando frecuentes desencuentros entre cofrades  y frailes.  Esta situación llevó irremediablemente a la extinción de la cofradía en 1651, quedando la imagen de la Soledad a cargo de los Mínimos de la Victoria y la Inclusa en manos de la Corona que nombraría administradores para su funcionamiento. Aun así, nada de esto afectó a la devoción que el pueblo de Madrid sentía por la Virgen de la Soledad, devoción que se mantuvo a lo largo del tiempo hasta la definitiva desaparición de la sagrada imagen.
También había y hay una cofradía/hermandad en Consuegra, Toledo.

## Convento de la Victoria y Colegiata de San Isidro (destrucción de la imagen)
Desde 1565 a 1809 permaneció la Virgen de la Soledad en el convento de Nuestra Señora de la Victoria de los Mínimos. Con la supresión de las órdenes religiosas decretada por José Bonaparte el 18 de agosto de 1809, los Mínimos fueron expulsados y la imagen de Nuestra Señora de la Soledad pasó a la Real Colegiata de San Isidro. Esta primera estancia de la imagen en San Isidro fue breve, ya que con el regreso de Fernando VII y la restauración de los conventos, promulgada en los Reales Decretos de 18 de febrero de 1813 y 26 de agosto de 1813, los Mínimos volvieron al convento de la Victoria y con ellos la Virgen de la Soledad. Allí, en su ubicación original permaneció hasta la Desamortización de Mendizábal (1836) en la que se suprimió definitivamente el convento de la Victoria para su posterior demolición. La imagen de la Virgen de la Soledad volvió nuevamente a la Real Colegiata de San Isidro. Cien años duró esta nueva y definitiva estancia de la imagen labrada por Gaspar Becerra en la Colegiata, ya que la noche del 19 al 20 de julio de 1936, tras conocerse el Golpe de Estado contra la Segunda República Española, se quemaron más de cincuenta iglesias y conventos de la capital, entre ellas la Real Colegiata de San Isidro y con ella, la Soledad de la Victoria.

## Veneración en Oaxaca (México)

Imagen de la Virgen de la Soledad en Oaxaca de Juárez, Oaxaca, México.

La Virgen de la Soledad es venerada en todo México, siendo su lugar principal la ciudad de Oaxaca. El día de su festividad es el 18 de diciembre, y se celebra principalmente en la Basílica de Nuestra Señora de la Soledad, en Oaxaca, o el Sábado Santo.

### Leyenda
Entre los años 1543 y 1617 un arriero proveniente de la villa de Veracruz rumbo a la comunidad de Guatemala notó que una mula que cargaba una misteriosa caja se incorporó a su arreo pero este no le dio mucha importancia y decide dejarlo acompalarlo, cuando llegan a la ermita de San Sebastián (hoy Basílica de Nuestra Señora de la Soledad) la mula ya no pudo seguir y se desploma para después morir, el arriero acude a las autoridades del pueblo y cuando llegaron decidieron abrir la caja que llevaba la mula para su sorpresa estaba la Virgen de la Soledad y otra del Cristo de la Ascensión en su interior, la sorpresa fue tal para las autoridades que llamaron al Fray Bartolomé de Bohórques quien ordenó resguardar la imagen de la Virgen en la ermita y la del Cristo de la Ascensión en la ermita de la Santa Veracruz (hoy Virgen del Carmen Alto).

Cerca de Oaxaca se encuentra una piedra donde se dice que la mula pereció.
La ermita fue remodelada y es apreciable su arquitectura, siendo una de las más hermosas del estado. Fue elevada a categoría de Basílica ya que cientos de oaxaqueños se reúnen en ella para venerarla.
La importancia de la Virgen de la Soledad fue tal que el Papa Juan Pablo II fue a orarle en su visita a México en 1979.

## Veneración en Puebla (México)
Una imagen de la virgen de la Soledad llegó a Puebla el 12 de febrero de 1708, hace más de más de 300 años, y desde el 26 de febrero de 1748, en un templo de la ciudad de Puebla México, la Virgen de Nuestra Señora de los Dolores, en la advocación de La Soledad, ha representado para los fieles el consuelo que han perdido un ser querido, como lo perdió la Virgen, cuando crucificaron a su hijo por la salvación de los hombres y por eso también representa la esperanza del bien en sus seres queridos. Por ello la imagen es representa con y un pañuelo entre las manos y vestida con un manto negro por el luto, y debajo del manto, un vestido blanco como signo de esperanza.

### Historia
Manuel de los Dolores un criado de Don Diego Fernández de Santillán, conde de Casa Alegre, le pidió a su patrón que se retiraba a vivir a España, le pidió que le enviara desde allá “Una imagen de la Virgen de la Soledad.”
De Santillán reconociendo la fidelidad de Manuel, en Sevilla encontró una imagen que fue de su agrado, pues vestía un traje característico de una mujer en duelo por la pérdida de un ser querido y su vestido era blanco cubierto con un manto negro.  Una vez adquirida la imagen que luce de pie con las manos entrelazadas a la altura del pecho, con el rostro de dolor y resignación, la mirada hacia abajo, y lágrimas sobre las mejillas, mientras la cabeza es cubierta por una mantilla larga oscura. Sus manos están entrelazadas y un listón rodea su cintura, el cual sostiene un rosario.
La imagen medía un poco más de 1.30 m., documentó el traslado a México, y mientras tanto depositó la imagen en el convento del Carmen de la Soledad en la ciudad de Sevilla, y llegado el tiempo para su embarque, se dieron cuenta de que algunas monjas se habían encariñado con la imagen y no querían deshacerse de la imagen, a grado tal que una de ellas enfermó de gravedad. Esto lo consideraron como signo y reconocimiento de que debían enviar la imagen como había sido presupuestado. Casi de inmediato la monja se alivió milagrosamente, atribuyéndole esto como un primer milagro de esta imagen. Ismael Pedro Romero, quien era un hermano de la cofradía de Nuestra Señora de la Soledad, que viajaba a México comentó que, en el viaje en el navío a Puebla, la figura de la virgen hizo otros milagros, por lo que al llegar y contar en Puebla sobre los varios milagros de la imagen pronto en Puebla tuvo una fama de milagrosa entre los nuevos fieles.
Mientras tanto, Manuel de los Dolores ya había sido enterado de que su obsequio llegaría a Puebla, realizó algunos arreglos para instalar y ubicar la imagen en una ermita, misma que construyó atrás de la edificación dedicada a la virgen actualmente. A la llegada de la virgen había se reunió tanta gente que no cupo en la ermita,
Posteriormente decidieron edificar un nuevo templo de Nuestra Señora De La Soledad, el cual estuvo a cargo del canónigo Juan Francisco Vergalla (hoy parroquia del Sagrario Metropolitano en el centro histórico de Puebla) mismo que se construyó y terminó y el 26 de febrero de 1748 entró la imagen al templo. Desde entonces de manera solemne fue instituida por el obispo Pantaleón Álvarez de Abreu.
Desde entonces los fieles atribuyen un sinfín de milagros a la imagen. Como es sabido la Virgen de los Dolores o de la Soledad, es incorporada la procesión del Viernes Santo en Semana Santa, que en ocasiones ha convocado hasta 100 000 feligreses.

## Veneración en Córdoba Veracruz (México)
La Virgen de la Soledad se considera la santa patrona de Córdoba atribuyendo muchos milagros que hizo en la ciudad también se le celebra el 18 de diciembre y en Semana Santa la Procesión del Silencio se convirtió en una rito muy tradicional para los cordobeses, la imagen se encuentra dentro de la Catedral de la Inmaculada Concepción otra imagen posterior se encuentra en la Iglesia de San Miguel Arcángel.

### Leyenda
Entre el año 1675 el sacerdote de Córdoba Juan Ortega de la Pava necesitaba una imagen de la Virgen de la Soledad junto con las imágenes de San José y San Antonio así que se lanzó una convocatoria y acudieron dos forasteros que aceptaron hacer el encargo, entonces se obtuvo madera de un añoroso cedro que crecía cerca de una cárcel local y fue llevada a la iglesia a los trabajadores se les dio comida para tres días y un pago por adelantado, durante dos días se escuchaban ruidos en donde se encontraban los hombres trabajando pero al tercer día no se escuchó nada, una anciana que los atendía preocupada llamó al sacerdote, este temiendo que se hayan escapado con el dinero decide abrir forzosamente el portón de la habitación para su sorpresa no se encontraba nadie y solo había tres bultos cubiertos por sábanas y en una mesa estaba el dinero y la comida que eran para los trabajadores, cuando el sacerdote quitó las sábanas descubrió las imágenes de San José y San Antonio y el tercer bulto era la Virgen de la Soledad, la sorpresa fue tal que toda la villa se entero y atribuyeron a quienes hicieron esas imágenes eran unos ángeles.

Entre los milagros que se le reconoce fue durante la guerra de independencia precisamente en la batalla que se dio el 21 de mayo en Córdoba, un soldado encargado de cuidar la pólvora y demás municiones se quedó dormido dejando la mecha de una vela encendida, en un sueño este ve a una misteriosa mujer de negro que apaga esa vela, al día siguiente va a la iglesia a orar por no perder la vida esa noche y descubre la imagen de la Virgen de la Soledad señalando que fue esa mujer quien lo salvo.
En tiempos modernos en septiembre de 1955 el ciclón Janet azotó la ciudad y muchos ciudadanos atrancaron sus puertas y se resguardaron durante la noche, en los límites de la ciudad algunos vieron a una misteriosa mujer que se negó a buscar refugio y dijo que ella "debía cuidar de sus hijos", al día siguiente el día estaba calmado y muchos pobladores quedaron intrigados de lo sucedido, en la iglesia principal vieron que la Virgen de la Soledad no estaba en su nicho y la descubren afuera de la iglesia, al revisarla notaron que tenía lodo todavía fresco en sus vestiduras, los pobladores atribuyen a que la Virgen los resguardo del ciclón.

## Imágenes de la Virgen de la Soledad

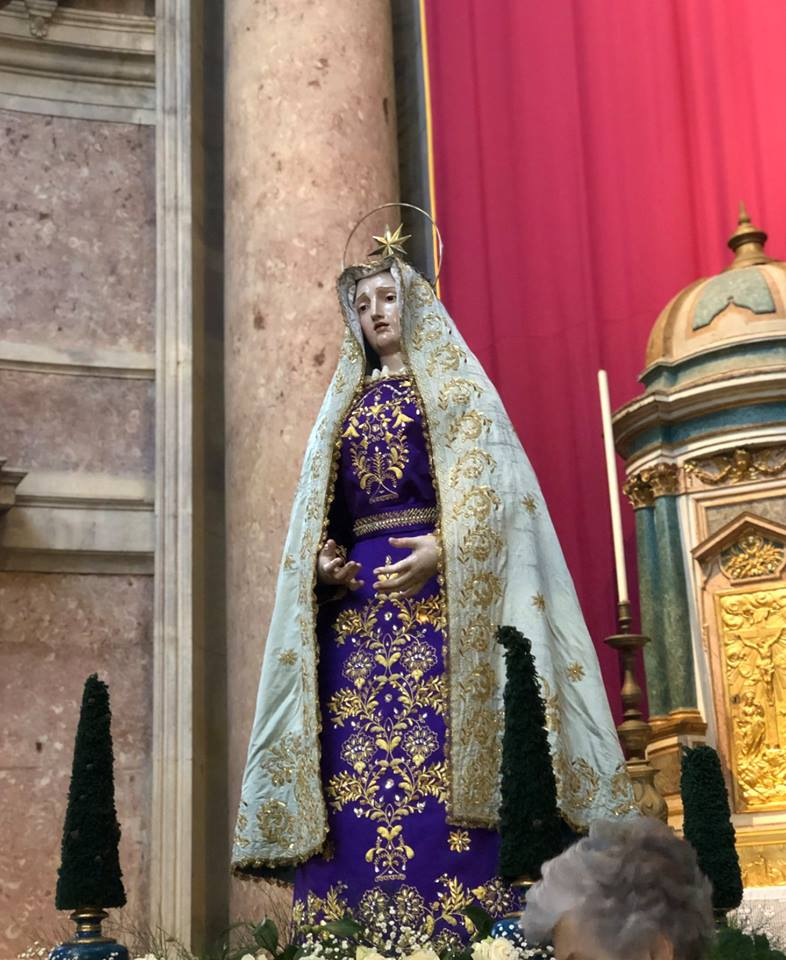
Nuestra Señora de la Soledad, de la Real y Venerable Hermandad del Santísimo Sacramento de Mafra.

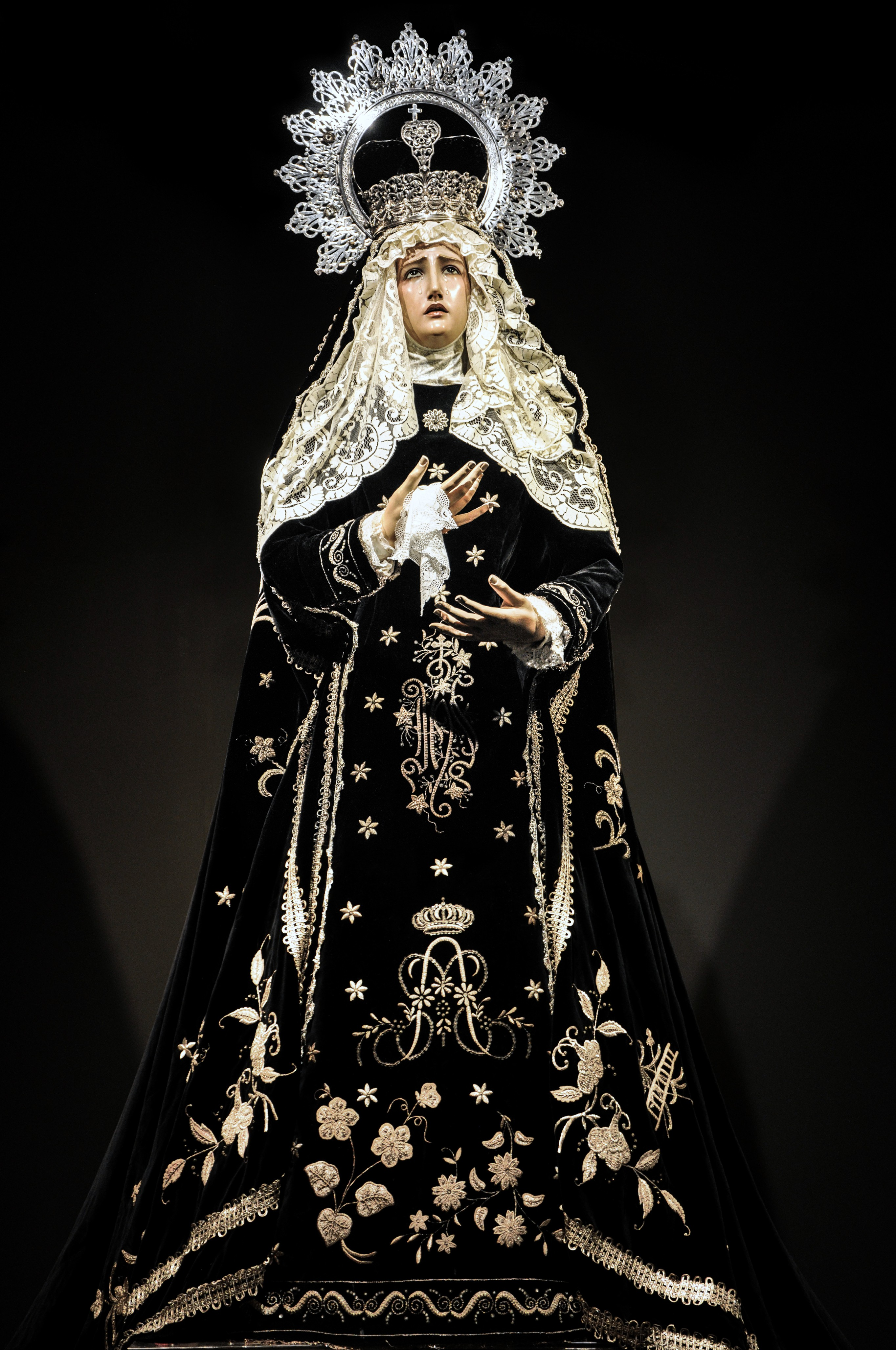
Virgen de la Soledad, obra de Pío Mollar Franch de 1917. Fue la primera imagen en procesionar bajo palio en la ciudad de León. Recibe el sobrenombre de Virgen Guapa.

Dentro de las imágenes de esta advocación más conocidas son la Virgen de la Paloma de Madrid (España), la Virgen de la Soledad de Amberes (Bélgica), la Virgen de la Soledad de Torrelaguna, Nuestra Señora de la Soledad de la Portería Coronada, Patrona del Cabildo Insular de Gran Canaria en Las Palmas de Gran Canaria, Nuestra Señora de la Soledad de San Cristóbal de La Laguna en Tenerife, María Santísima en su Soledad (Parroquia de San Lorenzo), Nuestra Señora de la Soledad (Iglesia Conventual de San Buenaventura) Sevilla, Nuestra Señora de la Soledad de Salamanca, Nuestra Señora de la Soledad Coronada, Patrona de la ciudad de Badajoz, la Virgen de la Soledad de Zamora, la Virgen de la Soledad de Palencia y Nuestra Señora de la Soledad de la Real y Venerable Hermandad del Santísimo Sacramento de Mafra, de Mafra (Portugal).
Es también patrona de la Villa de Cornago, La Rioja, dónde se le rinde homenaje los días santos de Semana Santa mediante cantos, 
- En España Corral de Almaguer Toledo también se venera, procesiona el Viernes Santo y pertenece a la cofradía de los negros, al igual que en la población valenciana de Manises, donde la Virgen de la Soledad está presente desde el siglo XVI, se venera en la Iglesia Parroquial de San Juan Bautista y actualmente es la titular de la Hermandad Virgen de la Soledad, conocida popularmente como "els negres " por el color predominante en su vesta o traje de nazareno.

Asimismo en la Semana Santa de Orihuela, durante la procesión del Santo Entierro, en Sábado Santo o de Gloría, procesiona la imagen de Nuestra Señora de la Soledad a hombros de los hermanos de los Pilares de la Soledad. Sin fecha conocida, pero anterior a 1602, se conforman lo que van a ser los ancestros de la actual procesión de Sábado Santo en Orihuela.
Desde la Capilla del Loreto, (fundada en 1536 a solicitud del Obispo de Sarno -Italia- el oriolano D. Luis Gómez) tenía su salida la llamada procesión "de los penitentes" a la cual se adhirieron caballeros y ciudadanos (en el sentido del quincueccento ) que habían formado la Cofradía de la Soledad. En 1676 el Cabildo Catedralicio concede la Capilla de la Santísima Trinidad a los Caballeros y Ciudadanos para que coloquen en ella a la Virgen de la Soledad, con la condición de que procesione el Viernes Santo. Para cumplir con este precepto se trasladaba a la Virgen el Miércoles Santo desde la Catedral al Loreto tal y como se llevaba a cabo hasta bien entrado el siglo XX (D. José María Senén, sic). En este traslado podemos ver el precedente del que en la actualidad se celebra cada año, en igual día, desde la Iglesia de San Juan hasta la de las Santas Justa y Rufina, al igual que el resto de la imágenes que saldrán el Sábado Santo en la procesión del Santo Entierro de Cristo.

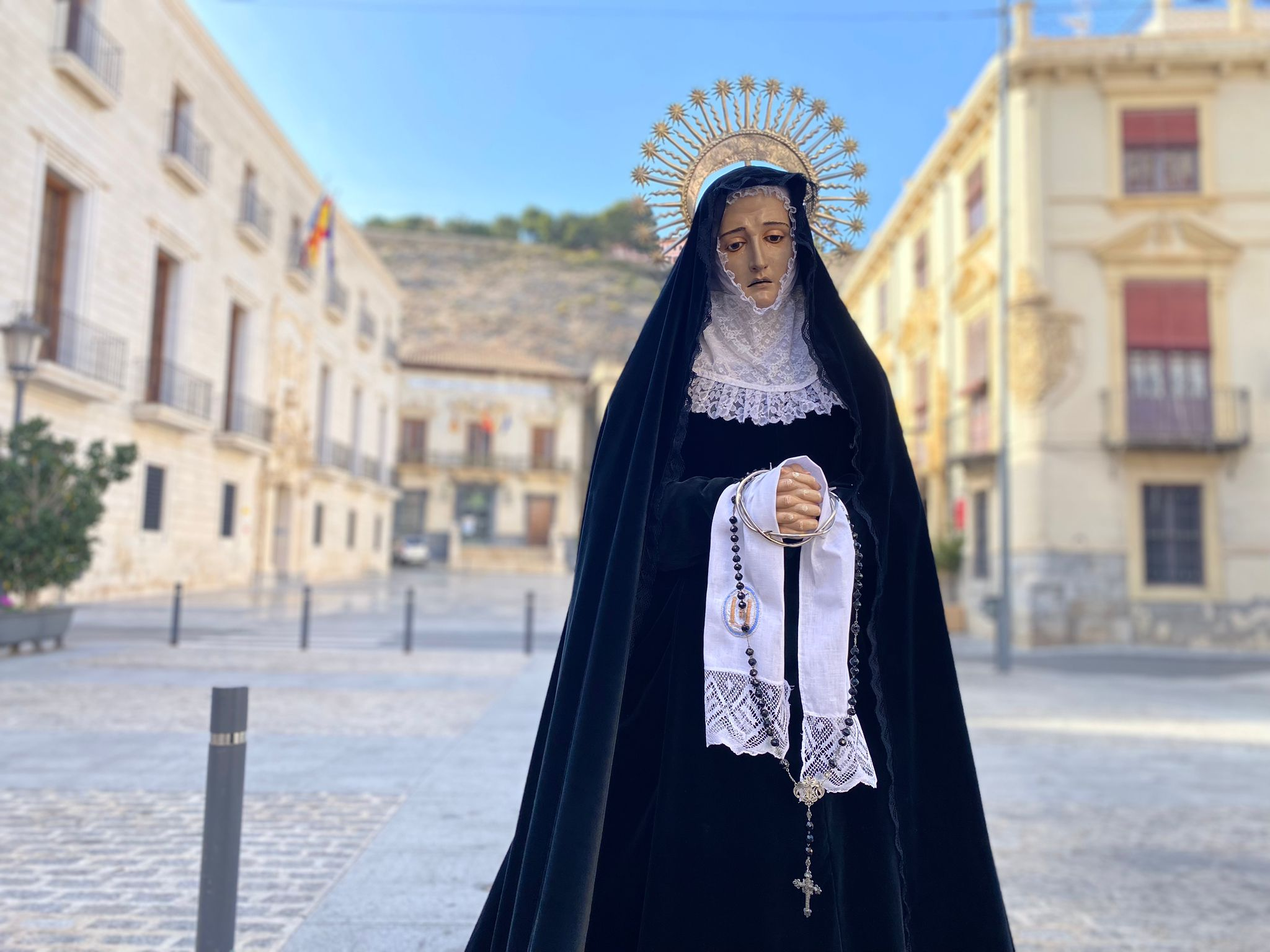
Nuestra Señora de la Soledad que es portada a hombros por los hermanos de los Pilares de la Soledad durante la procesión del Santo Entierro de Cristo en Orihuela.

En 1999, recogiendo el sentir de nuestros mayores y de aquellos que nos precedieron, se refundó la Hermandad de los Pilares de la Soledad con objetivos actualizados e inspirados en los de aquellos caballeros. Anacrónicamente se mantienen formas que pueden chocar al concepto que han impuesto modas a lo largo de los tiempos. Si nos fijamos los atuendos en toda la procesión son decimonónicos, ateniéndose los miembros de la Hermandad a una vestimenta de luto propia de la etiqueta española. 
La actual imagen de Nuestra Señora de la Soledad fue realizada por el imaginero Sánchez Lozano, y recibe culto en una de las capillas laterales de la Santa Iglesia Catedral de Orihuela. Las Hermanas Clarisas del convento de San Juan de la Penitencia cuidan el ajuar de la Virgen y se encargan de que el Miércoles Santo esté preparada al alba para "El Traslado" hasta la Iglesia de la Santas Justa y Rufina, que junto con el Santo Entierro de Cristo y San Juan con la palma, sobrecoger en una de las procesiones más sencillas. serias y sentidas de la Semana Santa oriolana. Durante la procesión del Sábado Santo a su paso por la Catedral a los sones del Stabat Mater y la Dolorosa, el señor Obispo de Orihuela se incorpora a la misma acompañando a la Madre de Nuestro Señor durante el recorrido.
En Benacazón (Sevilla) , Nuestra Señora de la Soledad, perteneciente a la Hermandad de la Soledad de dicha localidad. Hermandad fundada en el siglo XVI, concretamente el 13 de abril de 1584. Realiza su estación de penitencia la tarde-noche del Viernes Santo. Acompañando a la imagen del Santísimo Cristo Yacente, imagen articulada del siglo XVI.  LA imagen de Nuestra Señora de la Soledad es de candelero de vestir, mide la imagen 1,62 cm y es una obra de principios del siglo XVIII, atribuida a Pedro Duque Cornejo. De la imagen de Nuestra Señora de la Soledad se destaca por su magnífica calidad artística, en sus rasgos faciales así como en sus magníficas manos, pues la imagen se conserva tal y como fue concebida. De igual modo destaca por la gran devoción que le profesa el pueblo de Benacazón, así lo demuestran los testimonios de antaño, en la que la venerada imagen, ha recibido numerosas donaciones materiales de sus devotos, así como testamentos y una gran cantidad de misas cantadas. Además, de participar en misiones evangelizadoras realizadas durante los años 50 del siglo XX.
De igual modo, la Santisima Virgen de la Soledad, como muestra de toda esta devoción, recibió en el año 1984 y coincidiendo con el 400 aniversario fundacional de la Hermandad,  por parte del Ayuntamiento de Benacazón, la primera y única medalla de la villa de Benacazón  concedida hasta la fecha de hoy. Así pues, debido a su categoría artística y la devoción y el fervor que despierta la venerada imagen de la virgen de la Soledad, fue invitada a participar en la Exposición Mater Dolorosa, realizada en la Fundación Cajasol, situada en la Plaza de San Francisco (Sevilla). Además, en el año 2000 y coincidiendo con la salida extraordinaria de la Virgen de la Soledad con motivo del año jubilar, Nuestra Señora de la Soledad recibió por parte del Ayuntamiento de Benacazón el título de Miembro Honorario perpetuo de la Corporación Municipal, entregandole por ello el bastón de mando.
La virgen de la Soledad solo se le conoce una restauración, realizada en el año 1986 a manos del profesor de la Universidad de Bellas Artes D. Francisco Arquillo.